# 埃德溫·多納伊雷
埃德溫·多纳伊雷上將（西班牙語：Edwin Donayre，1952年1月8日—）是一位祕魯政治人物、前任國會議員與退休軍官，曾于2006至2008年担任秘魯陸軍總司令，还曾擔任中部軍區、南部軍區及第二步兵旅的總司令。他在2006年12月5日接替因受到貪污罪行指控而辭職的塞薩爾·雷諾索上將（César Reinoso）成為總司令，但他在任期内也同样受到贪污罪行指控，且因妨礙有关侵犯人權行為的調查而飽受批評。2008年，多纳伊雷在一個私人聚會上發表了反智利的言论，引发了國際性的爭議。2008年12月5日，多纳伊雷退休，奧托·吉博维奇继任成为新的总司令。

## 軍事生涯
埃德溫·多納伊雷於1952年1月8日出生，在秘魯高原的阿亚库乔長大。他在一所名为聖胡安博斯科（San Juan Bosco）的慈幼院上課，之後又在神學院进修兩年，再进入瓦曼加的聖克里斯托瓦爾大學的化學工程系进行两年的学习。多納伊雷的軍事生涯从喬里約斯軍校開始，他在讀軍校的第一年就獲得了獎學金，使他能前往阿根廷留學。他在布宜諾斯艾利斯的國家軍事學院獲得了優異成績，並以工兵身份畢業。由於反政府組織光明之路常在秘魯高原上展開侵略性的游擊活動，因此秘魯國會時常發布紧急状态，而多納伊雷曾五次在游擊隊活動地區工作，也曾五度在邊疆地帶工作。多納伊雷曾在不同部門中担任不同的職位，包括第二十戰鬥工兵營的營長、工兵學校的校長、中部軍區和南部軍區總司令及第二步兵旅的旅長。

## 總司令
由於多次被指控貪污以及一場與智利發生的衝突，多納伊雷當上總司令時在一開始已爭論紛紛。在野黨領袖奧拉塔·烏馬拉批評了多納伊雷上任一事，因為秘魯法律明文規定在當上總司令前，該人必須是陸、海、空三軍中其中一個的上將，但多納伊雷卻沒有達到該標準。在任期內，多納伊雷曾買進高達五萬份美國製的軍事配給來供應在阿普里馬克河和埃納河河谷中對抗光明之路游擊隊的士兵，而不是購買更便宜的替代品。這一事因而引起民眾輿論。而他之後又試圖再買進五萬份配給，但最後秘魯國防部被告知而質詢了多納伊雷。
根據陸軍監察長弗朗西斯科·巴爾加斯（Francisco Vargas）的報告，多納伊雷在擔任南部軍區的司令時，在毫無明確理據的情況下試圖買進八萬加侖的燃料。該事件發生於2006年1月至9月，且多納伊雷將部份燃料挪用給位於利馬的陸軍總部。專門調查腐敗案件的檢察官馬琳·貝魯（Marlene Berrú）曾對這一件事展開調查，但雖然多納伊雷六度被貝魯召見，卻一次都沒有在她的辦公室露面。他最後於2008年11月25日出席；在他的證詞中，他否認有做出任何不法的行為，並宣稱南部軍區所收到的汽油總量其實比去年還要來得少。
多納伊雷上將對秘魯國內人權問題的表態也受到爭議。根據報導，他是陸軍不提供任何關於1984年普季斯大屠殺的資料背後的主謀。檢察官魯本·洛佩斯（Rubén López）向陸軍發出請求，稱他需要大屠殺當時派出的軍事人員的詳細資料。但隔月，國防部卻表示陸軍的檔案室完全沒有與該大屠殺相關的資料。多納伊雷在秘魯內亂時參與了一項籌款活動，為抵抗內亂中指控侵害人權的武裝勢力募款。

## 國際爭議
多納伊雷在2008年11月24日成為一場國際爭議的焦點，主要是因為他在一段影片中說了一段反智利言論。影片中，多納伊雷上將說道：「我們不會讓智利人經過……進來的智利人將不會離開。或是會在棺材中離開。而且如果我們棺材不夠，我們就用塑膠袋。」這部影片於2006或2007年在多納伊雷一位朋友住家的聚會上拍攝。聚會當時有多位軍官與民眾參加，而秘魯媒體在24日當天播放該影片。這些話使智利舉國眾憤，並登上了智利的《信使报》頭版。當時的秘魯總統，阿兰·加西亚·佩雷斯，打了一通電話向智利總統蜜雪兒·巴切萊解釋這些評論並不代表秘魯立場，也不對應政府的政策。而巴切萊對這個解釋感到滿意。
在11月28日，一位智利政府的發言人表示本次秘魯國防部長安特羅·弗洛雷斯·阿勞斯拜訪智利的行程可能因應此事件而延後。隔天弗洛雷斯·阿勞斯宣佈，與外交部長何塞·加西亞·貝朗德商榷後，該行程確定被延後。秘魯政府中包括加西亚總統等部份官員對此決定做出批評，說「秘魯並沒有接受任何外國壓力或命令影響」。多納伊雷對此影片作出了辯護，說秘魯公民有權力在私人場合中說任何他們想說的話，並表示雖然他在12月5日就計畫好要退休，但他不會受到外在壓力而提早退休。多納伊雷說了這段話後，秘魯與智利的緊張局勢又再度上升；巴切萊總統與她的高級助理們於12月1日會面，並與他們討論這個問題和可能採取的行動。同時在利馬，國會議員古斯塔沃·埃斯皮諾薩因被懷疑是向智利政府與媒體洩漏該影片的主要嫌疑犯而成為媒體所關注的焦點，多納伊雷在預期的2008年12月5日結束了他當陸軍總司令的任期，而總統阿兰·加西亚任命了奧托·吉博维奇接任該一職位。